# البروبيلايا الشرقية
البروبيلايا الشرقية هي المدخل الشرقي للأغورا اليونانية في أثينا. بُنيت في عام 19-11 ق.م. وهي تتكون من 4 أعمدة بُنيت علي النظام الإيوني وهي مصنوعة من رخام رمادي هيمتياني.

## روابط خارجية
- www.greece-athens.com
- www.360travelguide.com، رحلة افتراضية لللبروبيلايا الشرقية.